# Coriolis
Coriolisは、WindowsまたはLinux 仮想マシンを、関連するストレージおよびネットワーク構成とともに、複数のクラウドプラットフォーム間で移行することが出来るソフトウェア。CoriolisコンポーネントをゲストVMにプレインストールして移行/複製する必要がなく、ゲストのクレデンシャルも必要がない。Coriolisが実行するすべての外部API /データ転送操作は、HTTPSやSSHなどの安全なプロトコルを介して実行される。基盤となるインフラストラクチャがライブスナップショットをサポートしている場合、実行中のVMは、ビジネスの継続性に影響を与えることなく複製可能。レプリカは、固定時間または特定の頻度で自動的に実行されるようにスケジュールされる。基になるリソースの可用性、ストレージまたはネットワークのIOおよびQoSルールによってのみ制限され、任意の数の移行/ レプリカを一度に実行できる。ユーザーは、RESTAPIまたは最新のWebUIを介してコリオリと対話可能となる。一連のガイド、リファレンスドキュメント、Coriolisの機能の説明、およびその他の役立つリソースが用意されている。